# Andinsk kricka
Andinsk kricka (Anas andium) är en liten sydamerikansk fågel i familjen änder. Den förekommer som namnet avslöjar i Anderna, i Colombia, nordvästra Venezuela och norra Ecuador. Tidigare har den behandlats som en del av arten gulnäbbad kricka (Anas flavirostris). Den minskar i antal, men beståndet anses ändå vara livskraftigt.

## Utseende
Andinsk kricka är en liten (35–45 cm) and som liksom nära släktingen gulnäbbad kricka saknar eklipsdräkt. De är mycket lika och den förra arten betraktades tidigare som en del av den senare. Andinsk kricka skiljer sig dock från gulnäbbad kricka genom något större storlek, helmörk och längre näbb (ej till hälften gul), längre vingar och avsaknad av gulbeige anstrykning på huvud och ovansida. Vad gäller lätena är inga skillnader gentemot gulnäbbad kricka kända.

## Utbredning och systematik
Andinsk kricka delas upp i två distinkta underarter med följande utbredning:
- Anas andrum andium – Anderna i Colombia och norra Ecuador
- Anas andrum altipetens – Anderna i Colombia och nordvästra Venezuela

Fågeln betraktades tidigare som en underart till gulnäbbad kricka (A. flavirostris).

## Levnadssätt
Andinsk kricka hittas i bergsbelägna sjöar, floder och våtmarker. Födan tros vara lik gulnäbbad kricka, det vill säga små vattenlevande ryggradslösa djur, frön, frukter och växtdelar. Häckningssäsongen varierar geografiskt.

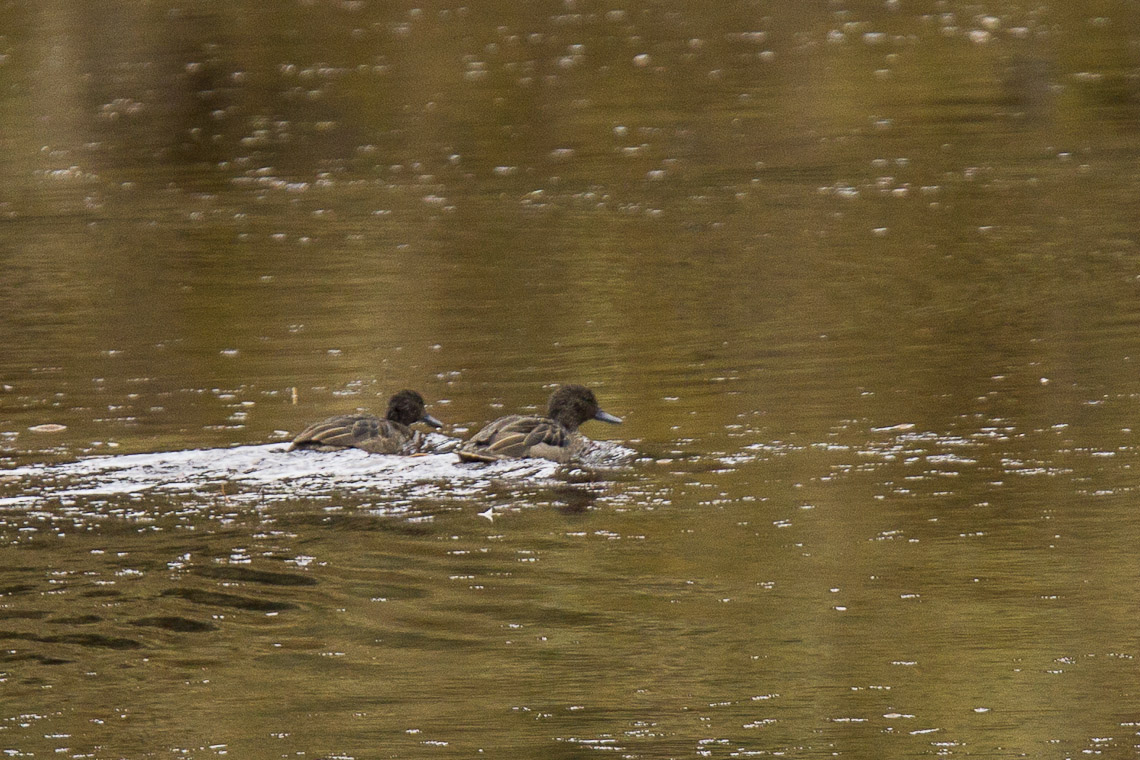

## Status och hot
Arten har ett stort utbredningsområde, men tros minska i antal, dock inte tillräckligt kraftigt för att den ska betraktas som hotad. IUCN kategoriserar därför arten som livskraftig (LC). Världspopulationen uppskattas till färre än 20 000 individer.